# Julia Smith
Julia Smith (Caldwell, Texas, 25 de gener de 1905 - Nova York, 27 d'abril de 1989) fou una pianista, compositora i escriptora musical estatunidenca.
Filla de James Willis Smith i Julia Miller Smith, va rebre de la seva mare les primeres lliçons de música. Es graduà al 1930 a la North Texas State University i seguidament, del 1932 al 1939, estudia piano i composició becada a la Juilliard School, d'on obtingué diploma. Completa la MA a la universitat de Nova York (1933) i el doctorat (1952). Del 1932 al 1939 va ser pianista de la Orchestrette Classique of New York, una orquestra femenina que interpretava música americana, especialment d'Aaron Copland, i va fer concerts per EUA, Llatinoamèrica i Europa. També donà classes a Hartt College (1941-1946), on funda el departament d'educació de la música.
Les òperes i obres orquestrals de Smith s'han interpretat, algunes amb força freqüència. La seva música, que té un caràcter atractiu i directe, és tonal, sovint dissonant, i incorpora elements de jazz, el folk i l'harmonia francesa del segle xx. El Quartet de corda, la seva millor obra de cambra, utilitza mètriques i ritmes irregulars, i les òperes Cynthia Parker i el Cockcrow utilitzen la música popular amb un llenguatge tonal. Ha rebut nombroses distincions i premis, i Smith també va ser activa en les organitzacions de la música, especialment la National Federation of Music Clubs, on va presidir el Decade of Women Committee (1970-1979). Entre les seves publicacions es troben Aaron Copland: his Work and Contribution to American Music (New York, 1955) i Directory of American Women Composers (Chicago, 1970), de la qual va ser l'editora. Més tard escriuria Master Pianist: The Career and Teaching of Carl Friedberg (New York, 1963) dedicat a la seva professora a la Juilliard School.
La primera òpera Cynthia Parker la va escriure al 1934 en honor del centenari de Texas. Tot i que no s'estrenà fins al 1939 la va portar a destacar a nivell Nacional, i seria la primera de les sis òperes que va escriure. La seva última òpera Daisy de 1973 està basada en la vida de Juliette Gordon Low, la fundadora del moviment escolta femení als EUA.
Al 1938 es casa amb Oscar A. Vielehr un enginyer i inventor, que va morir al 1975. Ella va morir l'any 1989 d'un atac de cor al seu apartament de Riverside Drive, preparant un viatge a Fort Worth on es preparava una funció de la seva òpera Cockcrow.

## Obres destacades
- Allegiance: Patriotic Song (c. 1918)
- Cynthia Parker, opera (c. 1939)
- Stranger of Manzano, opera; libretto de John William Rogers
- Characteristic Suite per a piano (c. 1949)
- Cockcrow, one-act opera (1953)
- American Dance Suite per a dos pianos, quatre mans (c. 1957)
- Two Pieces per a viola i piano (1966)
- Concerto in E minor for piano and orchestra (1938 ; rev. 1971)
- "Glory to the Green and White", University of North Texas alma mater
- Daisy, opera en 2 actes; libretto de Bertita Harding
- God Bless This House de l'òpera americana Daisy; text del poema "Blessing the House" de Anna Hempstead Branch (c. 1974)
- Five pieces, for Double Bass and Piano, contrabaix editat per Homer R. Mensch (c. 1985)
- Prairie Kaleidoscope: five songs for voice and piano, poemes de Ona Mae Ratcliff (née Minnick; 1909–2001), música de Julia Smith (1981)
- Suite for Wind Octet, (1980)

## Publicacions destacades
- Julia Smith, Aaron Copland, his work and contribution to American music, Dutton, New York (1955).
- Directory of American women composers, with selected music for senior & junior clubs, editat per Julia Smith, National Federation of Music Clubs (1970).

## Tasques pedagògiques
- 1935: Smith comença a ensenyar a temps parcial a la Hamlin School, Fair Lawn, NJ.
- 1940–42: professora a Juilliard.
- 1941–46: professora a Hartt School, on funda i dirigeix el departament d'educació de la música.[2]
- 1944–46: professora a Teachers College of Connecticut.